# Forte Moglie
Il Forte Moglie sorge in posizione dominante su una collina presso Giovo Ligure nel comune di Pontinvrea. Faceva parte di un sistema difensivo composto da 6 diverse piazzeforti poste a guardia del Colle del Giovo per proteggere il Piemonte da eventuali invasioni dal mare.
Avente le stesse caratteristiche strutturali del forte Scarato, è posizionato su un'altura dominante la strada provinciale 537, lungo la direttrice Sassello-Acqui Terme, con una copertura della batteria della strada che saliva da Varazze a Stella e la sella del valico del Giovo..